# Star 8.125
Star 8.125 — среднетоннажный грузовой автомобиль производства завода грузовых автомобилей «Star» в городе Стараховице (ПНР). Пришёл на смену автомобилю Star 742. Вытеснен с конвейера моделью Star S2000.

## История
Впервые автомобиль Star 8.125 был представлен в 1998 году, когда завод FSC Star подписал партнёрское соглашение с немецким концерном MAN.
Автомобиль представляет собой шасси с дизельным двигателем внутреннего сгорания MAN D824FL и кабиной от MAN L2000. Трансмиссия — механическая, шестиступенчатая, производства ZF Friedrichshafen AG.
Производство завершилось в 2000 году.